# Hamštejn
Hamštejn je malá vesnice, část obce Koberovy v okrese Jablonec nad Nisou. Nachází se asi jeden kilometr jihovýchodně od Koberov. Hamštejn leží v katastrálním území Koberovy o výměře 2,22 km².

## Historie
První písemná zmínka o vesnici pochází z roku 1437.